# Davide Diaw
Davide Djily Diaw (Cividale del Friuli, 6 gennaio 1992) è un calciatore italiano, attaccante del Cittadella.

## Biografia
Nato a Cividale del Friuli da madre italiana e padre senegalese, prima di divenire calciatore professionista (con la maglia della Virtus Entella) ha lavorato come magazziniere. È tifoso dell'Inter.
Legato alla compagna Vanessa, ha una figlia di nome Celeste.

## Caratteristiche tecniche
È una prima punta veloce e resistente; è capace di farsi valere nel contatto fisico e si fa apprezzare anche per spirito di sacrificio nel recupero della palla e per lo spiccato agonismo.
Ha dichiarato di ispirarsi a Djibril Cissé e Samuel Eto'o.

## Carriera

### Inizi
Cresciuto nelle squadre giovanili udinesi del Donatello e dell'Ancona Udine, nel 2010 si trasferisce alla Sanvitese, con cui disputa due stagioni in Serie D. Nel 2012 passa al Tamai, collezionando tuttavia poche presenze a causa di un grave infortunio al ginocchio. Sceso quindi in Eccellenza, si mette in mostra con la Virtus Corno, con cui in due campionati segna 34 reti in 55 presenze complessive, vincendo anche una Coppa Italia Dilettanti. Nel frattempo aiuta la fidanzata di un amico nella sua catena di negozi (si occupa di sistemare il deposito e consegnare le merci).

### Ritorno al Tamai e l'arrivo in B: Virtus Entella e Cittadella
Il 15 luglio 2015 ritorna al Tamai; trascorsa un'ottima stagione con la squadra biancorossa, il 1º luglio 2016 viene tesserato con un triennale dalla Virtus Entella. Esordisce in Serie B il 9 ottobre, in occasione del pareggio contro il Bari, mentre segna la prima rete il 30 dicembre, nella sconfitta esterna subita contro il Cittadella. Il 27 gennaio 2018 si infortuna gravemente al legamento crociato anteriore del ginocchio sinistro, terminando così anzitempo la stagione. Il 15 gennaio 2019, dopo una prima parte di stagione trascorsa in terza serie con i liguri, viene acquistato a titolo definitivo dal Cittadella con cui firma un contratto triennale.
Il 4 maggio successivo sigla la sua prima rete con la maglia granata, nella vittoria per 3-0 in casa contro il Verona. Si ripete l'11 maggio, segnando in trasferta, nell'ultima giornata di campionato contro il Palermo; successivamente il 25 maggio segna nella semifinale play-off di ritorno contro il Benevento mettendo a referto anche un assist. Il 30 maggio, nella finale play-off di andata, segna una doppietta allo Stadio Piercesare Tombolato (la prima in carriera) che stende l'Hellas Verona. Il 7 dicembre dello stesso anno realizza un'altra doppietta nella partita di campionato vinta per 4-3 in casa contro la Salernitana; sono 15 le reti messe a segno in questo campionato play-off compresi. Complessivamente in un anno e mezzo ha segnato 22 gol in 56 partite con il Cittadella.

### Pordenone
L'11 settembre 2020 si trasferisce al Pordenone per 2,5 milioni di euro, firmando un contratto quadriennale. Segna la sua prima rete con i friulani il 3 ottobre successivo, siglando il momentaneo vantaggio nella gara pareggiata in casa del L.R. Vicenza. Si ripete due settimane più tardi, siglando una doppietta nella partita interna pareggiata per 3-3 contro la SPAL. Nella prima parte del campionato di Serie B 2020-2021 colleziona 18 presenze con la maglia dei friulani segnando 10 gol di cui 3 su calcio di rigore.

### Monza e prestiti
Il 29 gennaio 2021 viene prelevato dal Monza a titolo definitivo per 3 milioni di euro più altri 500.000 di bonus al raggiungimento di alcuni obiettivi concordati. Il 7 maggio segna la sua prima rete con i brianzoli, in occasione del successo per 3-0 in casa del Cosenza.
L'8 luglio 2021 viene acquistato dal L.R. Vicenza a titolo temporaneo. Il 6 novembre segna la prima rete con i veneti, nella sconfitta per 2-1 in casa dell'Ascoli. Segna 7 gol in 32 partite, playout compresi.
Il 19 luglio 2022 passa in prestito al Modena. Il 31 luglio successivo sigla la sua prima rete con i canarini, nella vittoria di Coppa Italia per 3-1 ai danni del Catanzaro.Il 27 agosto segna anche la prima rete in campionato su calcio di rigore nel successo per 4-1 sulla Ternana. Con gli emiliani segna 10 gol in 29 partite.
Il 15 agosto 2023 viene ceduto in prestito con obbligo di riscatto in caso di promozione al Bari, sempre in Serie B. Debutta con i biancorossi tre giorni dopo, il 18 agosto, contro il Palermo, partita terminata 0-0. Il 1º ottobre segna la sua prima rete con i pugliesi, firmando il momentaneo vantaggio casalingo contro il Como, partita poi finita sull'1-1. Nella partita contro il Lecco del 3 dicembre 2023 riporta un trauma lombare che lo costringe a stare lontano dal campo per diversi mesi. Ritorna in campo da subentrato il 1º aprile 2024 nella partita pareggiata per 1-1 contro il Modena e quattro giorni dopo torna a giocare titolare per 74 minuti nella partita persa in casa contro la Cremonese per 1-2. Dopo queste due presenze, è costretto nuovamente a fermarsi a causa di una riacutizzazione del trauma lombare.
A fine stagione non viene riscattato dal Bari e fa ritorno al Monza, in cui milita per sei mesi senza mai giocare.

### Ritorno al Cittadella
Il 3 febbraio 2025 passa a titolo definitivo al Cittadella, in Serie B, tornando a giocare con i veneti dopo cinque anni.

## Statistiche

### Presenze e reti nei club
Statistiche aggiornate al 13 maggio 2025.
| Stagione              | Squadra               | Campionato            | Campionato | Campionato | Coppe nazionali | Coppe nazionali | Coppe nazionali | Coppe continentali | Coppe continentali | Coppe continentali | Altre coppe | Altre coppe | Altre coppe | Totale | Totale |
| Stagione              | Squadra               | Comp                  | Pres       | Reti       | Comp            | Pres            | Reti            | Comp               | Pres               | Reti               | Comp        | Pres        | Reti        | Pres   | Reti   |
| --------------------- | --------------------- | --------------------- | ---------- | ---------- | --------------- | --------------- | --------------- | ------------------ | ------------------ | ------------------ | ----------- | ----------- | ----------- | ------ | ------ |
| 2010-2011             | Sanvitese             | D                     | 24         | 3          | CI-D            | -               | -               | -                  | -                  | -                  | -           | -           | -           | 24     | 3      |
| 2011-2012             | Sanvitese             | D                     | 28         | 8          | CI-D            | -               | -               | -                  | -                  | -                  | -           | -           | -           | 28     | 8      |
| Totale Sanvitese      | Totale Sanvitese      | Totale Sanvitese      | 52         | 11         |                 | 0               | 0               |                    | -                  | -                  |             | -           | -           | 52     | 11     |
| 2012-2013             | Tamai                 | D                     | 8          | 1          | CI-D            | -               | -               | -                  | -                  | -                  | -           | -           | -           | 8      | 1      |
| 2013-2014             | Virtus Corno          | Ecc.                  | 29         | 15         | CI-D            | -               | -               | -                  | -                  | -                  | -           | -           | -           | 29     | 15     |
| 2014-2015             | Virtus Corno          | Ecc.                  | 31         | 19         | CI-D            | 1+              | 1+              | -                  | -                  | -                  | -           | -           | -           | 32+    | 20+    |
| Totale Virtus Corno   | Totale Virtus Corno   | Totale Virtus Corno   | 60         | 34         |                 | 1               | 1               |                    | -                  | -                  |             | -           | -           | 61     | 35     |
| 2015-2016             | Tamai                 | D                     | 27         | 13         | CI-D            | -               | -               | -                  | -                  | -                  | -           | -           | -           | 27     | 13     |
| Totale Tamai          | Totale Tamai          | Totale Tamai          | 35         | 14         |                 | 0               | 0               |                    | -                  | -                  |             | -           | -           | 35     | 14     |
| 2016-2017             | Virtus Entella        | B                     | 17         | 3          | CI              | 1               | 0               | -                  | -                  | -                  | -           | -           | -           | 18     | 3      |
| 2017-2018             | Virtus Entella        | B                     | 20         | 3          | CI              | 1               | 0               | -                  | -                  | -                  | -           | -           | -           | 21     | 3      |
| 2018-gen. 2019        | Virtus Entella        | C                     | 14         | 3          | CI              | 0               | 0               | -                  | -                  | -                  | -           | -           | -           | 14     | 3      |
| Totale Virtus Entella | Totale Virtus Entella | Totale Virtus Entella | 51         | 9          |                 | 2               | 0               |                    | -                  | -                  |             | -           | -           | 53     | 9      |
| gen.-giu. 2019        | Cittadella            | B                     | 13+4       | 2+3        | CI              | -               | -               | -                  | -                  | -                  | -           | -           | -           | 17     | 5      |
| 2019-2020             | Cittadella            | B                     | 35+1       | 13+2       | CI              | 3               | 2               | -                  | -                  | -                  | -           | -           | -           | 39     | 17     |
| 2020-gen. 2021        | Pordenone             | B                     | 18         | 10         | CI              | -               | -               | -                  | -                  | -                  | -           | -           | -           | 18     | 10     |
| gen.-giu. 2021        | Monza                 | B                     | 18+2       | 1+0        | CI              | -               | -               | -                  | -                  | -                  | -           | -           | -           | 20     | 1      |
| 2021-2022             | L.R. Vicenza          | B                     | 30+2       | 7+0        | CI              | 1               | 0               | -                  | -                  | -                  | -           | -           | -           | 33     | 7      |
| 2022-2023             | Modena                | B                     | 29         | 10         | CI              | 3               | 3               | -                  | -                  | -                  | -           | -           | -           | 32     | 13     |
| 2023-2024             | Bari                  | B                     | 12         | 2          | CI              | -               | -               | -                  | -                  | -                  | -           | -           | -           | 12     | 2      |
| 2024-feb. 2025        | Monza                 | A                     | -          | -          | CI              | -               | -               | -                  | -                  | -                  | -           | -           | -           | 0      | 0      |
| Totale Monza          | Totale Monza          | Totale Monza          | 18+2       | 1          |                 | 0               | 0               |                    | -                  | -                  |             | -           | -           | 20     | 1      |
| feb.-giu. 2025        | Cittadella            | B                     | 4          | 0          | CI              | -               | -               | -                  | -                  | -                  | -           | -           | -           | 4      | 0      |
| Totale Cittadella     | Totale Cittadella     | Totale Cittadella     | 52+5       | 15+5       |                 | 3               | 2               |                    | -                  | -                  |             | -           | -           | 60     | 22     |
| Totale carriera       | Totale carriera       | Totale carriera       | 357+9      | 113+5      |                 | 10              | 6               |                    | -                  | -                  |             | -           | -           | 376    | 124    |

## Palmarès

### Club

#### Competizioni regionali
- Coppa Italia Dilettanti Friuli-Venezia Giulia: 1

Virtus Corno: 2014-2015